# Nico Blok
Nico Blok, né le 13 juillet 1981, est un joueur néerlandais de para tennis de table à la retraite qui a participé à des épreuves de niveau international. Il est médaillé de bronze paralympique, triple médaillé mondial et double médaillé d'argent européen,.

## Vie privée
Quand Blok est né dans un hôpital à Gouda, dans le sud de la Hollande, les médecins ont soupçonné que quelque chose n'allait pas avec lui après sa naissance, il s'est révélé plus tard qu'il est né avec une maladie musculaire inconnue. En raison de cette maladie musculaire inconnue, il est extrêmement mince car il ne pèse que 40kg à une hauteur de 1.77m et a également une force musculaire limitée et la marche de longues distances est impossibles pour lui.
Blok est fasciné par le sport dès son plus jeune âge : son frère aîné jouait au football et au tennis mais c'était trop dur pour Nico. Ses parents ont essayé de lui trouver un sport alternatif et quand il avait neuf ans, il a essayé le tennis de table et c'est ainsi qu'il a trouvé sa motivation,.